# Stacy Valentine
Stacy Valentine (nascida Stacy Baker em Tulsa, 9 de agosto de 1970) é uma ex-atriz pornográfica americana.

## Biografia
Nascida em Tulsa, Oklahoma casou-se ainda jovem, Baker posou para a revista "Girl Next Door" em um concurso de fotografia amadora. Ela venceu o concurso. Durante a filmagem no México, ela posou para um layout de menino-menina para a revista do ramo. Concordou em atuar em um filme de hardcore, Bikini Beach 4. Uma semana após as filmagens, Baker voltou para casa, arrumou seus pertences, deixou o marido, e se mudou para Los Angeles para se tornar uma atriz de filmes adultos em tempo integral.
Stacy Valentine lembrou do fato de que ela apareceu em seu primeiro filme adulto em 14 de fevereiro de 1996. Seu último filme foi feito exatamente quatro anos depois, em 2000. Valentine sabia desde o início que ela não queria estar na indústria dos filmes adultos por longo tempo. "O objetivo quando você entra no negócio é que você quer ser uma menina com um contrato e você deseja obter os prêmios. Eu era uma menina com um contrato. Eu consegui os prêmios. Eu lutei muito para subir essa escada, e não gostaria de ser condenada a descer dela. Então eu pensei, este é um momento perfeito para eu me aposentar".
A partir de 2010, Valentine passou a viver na Califórnia, trabalhando como diretora e recrutadora de modelos para a Penthouse.

## Prêmios
- 1997: XRCO Award – Starlet of the Year
- 1997: Editor's Choice – Best New Starlet
- 1998: F.O.X.E. Award – Fan Favorite
- 1998: Hot D'Or Frances' Best American Starlet
- 1999: XRCO Award – Performer of the Year
- 1999: FOXE Award – Fan Favorite
- 1999: Barcelona International – Best Actress
- 2009: Hall da Fama da XRCO[4]